# Allée couverte du Ribl
L'allée couverte du Ribl, appelée aussi Pont-Ar-Bleiz, est un monument funéraire mégalithique situé dans la commune de Lampaul-Ploudalmézeau dans le département français du Finistère. 

## Historique
L'allée couverte est mentionnée pour la première fois par l'abbé Arzel en 1853 qui suggère qu'elle demeura longtemps cachée sous le sable dunaire. Elle a été fouillée en 1923-1924 par G. Collet. L'édifice est classé au titre des monuments historiques par arrêté du 9 février 1940.

## Description
L'allée mesure 13,50 m de long. Elle est orientée sud-est/nord-ouest. Elle comprend un court vestibule (1,25 m de longueur), une chambre et une cella. Le vestibule et la chambre sont séparés par une dalle décalée de l'axe central qui réduit la largeur du passage à environ 0,75 m. La chambre mesure 7,50 m de long sur 1,25 à 1,50 m de large. Elle est délimitée par cinq orthostates côté nord, dont une a basculé à l’intérieur de la chambre, et quatre autres côtés sud (deux ont basculé à l'intérieur de la chambre). La cella est de forme rectangulaire (1,50 m sur 1,25 m) et comporte une dalle de chevet. Une dalle de couverture est demeurée en place. Elle comporte une cupule sur la face supérieure (9 cm de long sur 8 cm de large et 2,50 cm de profondeur).
Toutes les dalles sont en granites d'origine locale, deux types de granite ayant été utilisé : l'un à grain fin, l'autre à grain plus grossier.

## Mobilier archéologique
Selon G. Collet, l'intérieur de l'édifice comportait une succession de couches diverses : du sable sur 0,70 m, des cendres et des charbons sur quelques centimètres, une couche de terre brune renfermant des empilements de coquilles de patelles sur 0,20 m, un lit de pierres, une couche de terre de 0,20 m renfermant des tessons de céramiques attribuées au Campaniforme, un nouveau lit de pierre et une couche de terre meuble.
Les tessons de céramique correspondent à des fragments de gobelets décorés de lignes incisées, de hachures et de lignes en pointillés. Un peigne en os poli découvert sur place pourrait correspondre à l'outil utilisé pour réaliser ce décor. Le matériel lithique retrouvé comprend une petite lame polie et une armature de flèche tranchante. Le reste du mobiliser se compose d'une canine de canidé et de deux dents de caprinés.

## Folklore
L'allée couverte est connue sous le nom breton de Pont ar Bleiz, soit le pont du loup.

## Annexe